# Abraham Verhoeven
Abraham Verhoeven (Anversa, 1575 – Anversa, 1652) è stato un editore e giornalista belga editore del primo giornale dei Paesi Bassi meridionali (attuale Belgio).
Nel 1605, anno in cui figura sulla lista dei membri della Corporazione di San Luca di Anversa come stampatore-incisore (printesnydere) e mercante di stampe, ottenne dagli arciduchi Alberto e Isabella il permesso di stampare, su xilografie o calcografie, notizie sulle vittorie militari. Da allora in poi produsse non solo stampe ma anche, con frequenza crescente, opuscoli informativi illustrati. 
Dal 1619 cominciò a collaborare con Richard Verstegen..
Dall'inizio del 1620 rinnovò la sua licenza in termini più ampi e iniziò a stampare i suoi opuscoli regolarmente e con un numero progressivo. Essendo un periodico di notizie stampato con regolarità, questo fu il primo giornale dei Paesi Bassi meridionali. Fu anche il primo giornale illustrato e il primo a stampare il titolo in prima pagina. Il giornale non aveva un nome, ed è noto agli storici e ai bibliotecari come Nieuwe Tijdinghen (Nuove Notizie). La British Library, tuttavia, cataloga le sue copie del giornale con il nome Antwerp Gazette.
La pubblicazione del Nieuwe Tijdinghen cessò nel 1629 e fu ripresa poco dopo dal settimanale Wekelijcke Tijdinghen (Notizie Settimanali), un giornale non illustrato con un formato ridotto che sopravvisse fino al 1632.
I giornali di Verhoeven raccontano il primo decennio della Guerra dei Trent'anni e la seconda fase della Guerra degli ottant'anni da una prospettiva editoriale filo-cattolica e pro-asburgica.